# 27 (število)
27 (sédemindvájset) je naravno število, za katero velja 27 = 26 + 1 = 28 - 1.

## V matematiki
- sestavljeno število.
- Harshadovo število.
- tretje Smithovo število {\displaystyle 2+7=3+3+3=9\,\!}.
- {\displaystyle 27=3^{3}\!\,}.

## V znanosti
- vrstno število 27 ima kobalt (Co).

## Drugo
- Nova zaveza v Bibliji ima 27 knjig.

### Leta
- 427 pr. n. št., 327 pr. n. št., 227 pr. n. št., 127 pr. n. št., 27 pr. n. št.
- 27, 127, 227, 327, 427, 527, 627, 727, 827, 927, 1027, 1127, 1227, 1327, 1427, 1527, 1627, 1727, 1827, 1927, 2027, 2127